# Liste d'athlètes olympiques ou paralympiques japonais devenus parlementaires

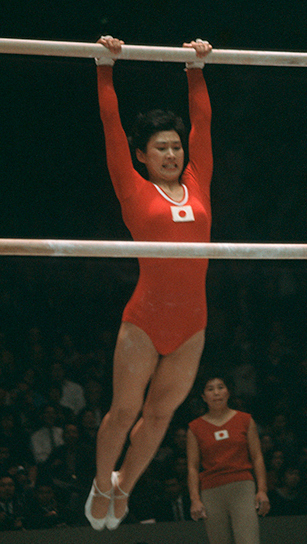
La gymnaste et future parlementaire Kiyoko Ono aux Jeux olympiques d'été de 1964 à Tokyo.

Treize athlètes japonais ayant concouru aux Jeux olympiques ou paralympiques sont devenus membres du Parlement du Japon. Six sont médaillés olympiques, dont deux champions : Kenji Ogiwara en combiné nordique dans les années 1990 et Ryōko Tani en judo dans les années 2000.
Tarō Asō, brièvement Premier ministre du Japon de 2008 à 2009, a concouru à une épreuve de tir sportif aux Jeux olympiques d'été de 1976 à Montréal.

## Liste
| Nom                    | Nom | Nationalité sportive | Parti | Parti                     | Participation aux Jeux | Mandats parlementaires                                                                                            | Remarques                                                                                               |
| ---------------------- | --- | -------------------- | ----- | ------------------------- | --- | --- | --- |
| Katsuo Okazaki         |     | Japon                |       | Parti libéral             | Athlétisme aux Jeux olympiques d'été de 1924 à Paris : * 12e au 5 000 m | Député à la Chambre des représentants du Japon de 1949 à 1958.                                                    | Ministre des Affaires étrangères de 1952 à 1954. Ambassadeur du Japon aux Nations unies de 1961 à 1963. |
| Ichiro Hatta (en)      |     | Japon                |       | Parti libéral-démocrate   | Lutte aux Jeux olympiques d'été de 1932 à Los Angeles : * éliminé au second tour en lutte libre, poids plume | Membre de la Chambre des conseillers de 1965 à 1971.                                                              | |
| Yasutarō Sakagami (en) |     | Japon                |       | Parti socialiste japonais | Water-polo aux Jeux olympiques d'été de 1932 à Los Angeles : * 4e Water-polo aux Jeux olympiques d'été de 1936 à Berlin : * 13e | Député à la Chambre des représentants du Japon de 1958 à 1976.                                                    | |
| Kiyoko Ono             |     | Japon                |       | Parti libéral-démocrate   | Gymnastique artistique aux Jeux olympiques d'été de 1960 à Rome : * 15e au concours général individuel * 4e au concours général par équipe * éliminée aux séries au sol * éliminée aux séries au saut * éliminée aux séries au sol * éliminée aux séries aux barres asymétriques * éliminée aux séries à la poutre Gymnastique artistique aux Jeux olympiques d'été de 1964 à Tokyo : * 9e au concours général individuel * Médaille de bronze au concours général par équipe * éliminée aux séries au sol * éliminée aux séries au saut * éliminée aux séries au sol * éliminée aux séries aux barres asymétriques * éliminée aux séries à la poutre | Membre de la Chambre des conseillers de 1986 à 1998 et de 2001 à 2007.                                            | |
| Masami Tanabu (en)     |     | Japon                |       | Parti démocrate du Japon  | Hockey sur glace aux Jeux olympiques d'hiver de 1960 à Squaw Valley : * 8e Hockey sur glace aux Jeux olympiques d'hiver de 1964 à Innsbruck : * 11e | Député à la Chambre des représentants du Japon de 1979 à 1996 ; membre de la Chambre des conseillers depuis 2004. | Ministre de l'Agriculture de 1991 à 1993.                                                               |
| Kunishige Kamamoto     |     | Japon                |       | Parti libéral-démocrate   | Football aux Jeux olympiques d'été de 1964 à Tokyo : * 7e Football aux Jeux olympiques d'été de 1968 à Mexico : * Médaille de bronze | Membre de la Chambre des conseillers de 1995 à 1998.                                                              | |
| Tarō Asō               |     | Japon                |       | Parti libéral-démocrate   | Tir aux Jeux olympiques d'été de 1976 à Montréal : * 41e à l'épreuve du skeet | Député à la Chambre des représentants du Japon de 1979 à 1983 et depuis 1996.                                     | Premier ministre du Japon de 2008 à 2009. Frère de la princesse Nobuko.                                 |
| Hiroshi Hase           |     | Japon                |       | Parti libéral-démocrate   | Lutte aux Jeux olympiques d'été de 1984 à Los Angeles : * éliminé en phase de groupe en lutte gréco-romaine, poids légers | Député à la Chambre des représentants du Japon depuis 2000.                                                       | Ministre de l'Éducation et des Sports de 2015 à 2016.                                                   |
| Seiko Hashimoto        |     | Japon                |       | Parti libéral-démocrate   | Patinage de vitesse aux Jeux olympiques d'hiver de 1984 à Sarajevo : * 11e sur 500 m * 12e sur 1 000 m * 15e sur 1 500 m * 19e sur 3 000 m Patinage de vitesse aux Jeux olympiques d'hiver de 1988 à Calgary : * 5e sur 500 m * 5e sur 1 000 m * 6e sur 1 500 m * 7e sur 3 000 m * 6e sur 5 000 m Cyclisme aux Jeux olympiques d'été de 1988 à Séoul : * éliminée aux séries en sprint Patinage de vitesse aux Jeux olympiques d'hiver de 1992 à Albertville : * 12e sur 500 m * 5e sur 1 000 m * Médaille de bronze sur 1 500 m * 12e sur 3 000 m * 9e sur 5 000 m Cyclisme aux Jeux olympiques d'été de 1992 à Barcelone : * 11e en poursuite individuelle sur 3 000 m Patinage de vitesse aux Jeux olympiques d'hiver de 1994 à Lillehammer : * 21e sur 1 000 m * 9e sur 1 500 m * 6e sur 3 000 m * 8e sur 5 000 m Cyclisme aux Jeux olympiques d'été de 1996 à Atlanta : * 12e en poursuite individuelle sur 3 000 m * 9e à la course aux points | Membre de la Chambre des conseillers depuis 1995.                                                                 | |
| Kenji Ogiwara          |     | Japon                |       | Parti libéral-démocrate   | Combiné nordique aux Jeux olympiques d'hiver de 1992 à Albertville : * 7e en individuel * Médaille d'or en équipe Combiné nordique aux Jeux olympiques d'hiver de 1994 à Lillehammer : * 4e en individuel * Médaille d'or en équipe Combiné nordique aux Jeux olympiques d'hiver de 1998 à Nagano : * 4e en individuel * 5e en équipe Combiné nordique aux Jeux olympiques d'hiver de 2002 à Salt Lake City : * 11e en individuel * 8e en équipe * 33e au sprint | Membre de la Chambre des conseillers de 2004 à 2010.                                                              | |
| Ryōko Tani             |     | Japon                |       | Parti démocrate du Japon  | Judo aux Jeux olympiques d'été de 1992 à Barcelone : * Médaille d'argent, poids super-légers Judo aux Jeux olympiques d'été de 1996 à Atlanta : * Médaille d'argent, poids super-légers Judo aux Jeux olympiques d'été de 2000 à Sydney : * Médaille d'or, poids super-légers Judo aux Jeux olympiques d'été de 2004 à Athènes : * Médaille d'or, poids super-légers Judo aux Jeux olympiques d'été de 2008 à Pékin : * Médaille de bronze, poids super-légers | Membre de la Chambre des conseillers depuis 2013.                                                                 | |
| Manabu Horii           |     | Japon                |       | Parti libéral-démocrate   | Patinage de vitesse aux Jeux olympiques d'hiver de 1994 à Lillehammer : * Médaille de bronze sur 500 m Patinage de vitesse aux Jeux olympiques d'hiver de 1998 à Nagano : * 13e sur 500 m * 17e sur 1 000 m Patinage de vitesse aux Jeux olympiques d'hiver de 2002 à Salt Lake City : * 14e sur 500 m * 22e sur 1 000 m | Député à la Chambre des représentants du Japon depuis 2008.                                                       | |
| Takanori Yokosawa (de) |     | Japon                |       | Parti démocrate populaire | Ski alpin aux Jeux paralympiques d'hiver de 2010 à Vancouver : * 21e au slalom géant | Membre de la Chambre des conseillers depuis 2019.                                                                 | |